# Basilika Unserer Lieben Frau von Lourdes (Brestanica)

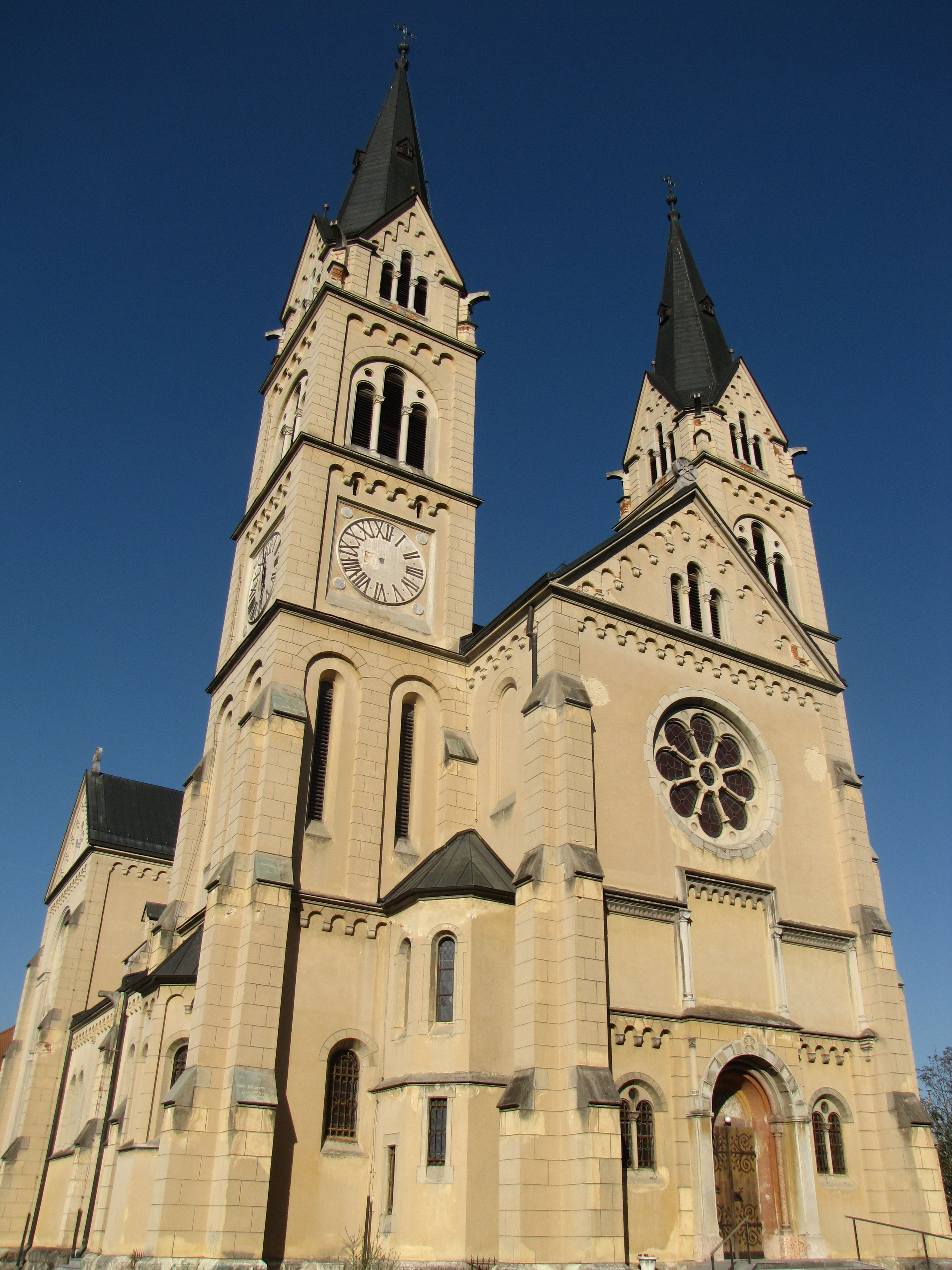
Außenansicht

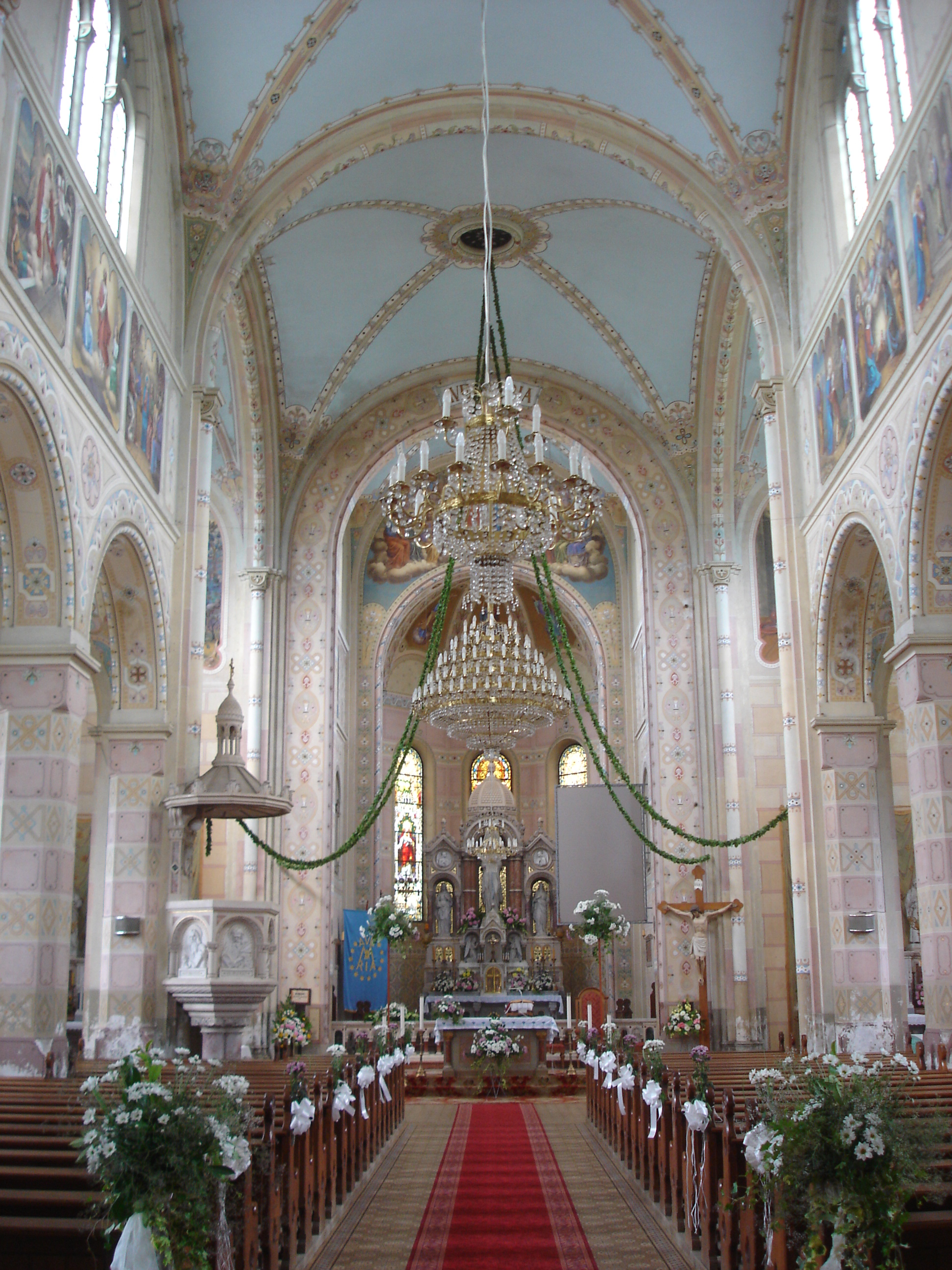
Innenansicht

Die Kirche Unserer Lieben Frau in Brestanica, einem Ortsteil von Krško, ist eine der bedeutendsten Wallfahrtskirchen Sloweniens. Sie untersteht dem Bistum Celje und wurde 1928 von Papst Pius XI. in den Rang einer Basilica minor erhoben. Die Basilika gehört zu den größten Kirchen des Landes, ist die größte Kirche des Sava-Tals und ist ein bedeutendes Ziel für Touristen.
Die Kirche wurde zwischen 1908 und 1914 als dreischiffige Basilika mit Querhaus und Doppelturmfassade im neuromanischen Stil von Hans Pascher errichtet. Finanziert wurde der Bau durch Spenden aus dem ganzen Land. Die Grundsteinlegung erfolgte am 50. Jahrestag der Wunder von Lourdes, weshalb die Kirche selbst auch als „slowenisches Lourdes“ bezeichnet wird. Die Ausmalung von 1911 stammt von Osvaldo Bierte. Wertvollstes und ältestes Ausstattungsstück der Kirche ist die Pietà aus dem 15. Jahrhundert. Die Orgel wurde 1929 in der Kirche installiert.

## Die Orgel
Die Kirchenorgel ist ein Werk des Marburger Orgelbaumeisters Josef Brandl und trägt die Werksnummer (Opus) 130. Sie wurde im Jahr 1928 errichtet und am 1. Oktober 1929 durch Andrej Karlin, den Bischof der Diözese Marburg, die damals noch Diözese Lavant genannt wurde, geweiht. Das Instrument besitzt einen freistehenden Spieltisch und verfügt über 40 Register mit 2572 Pfeifen, verteilt auf drei Manuale und Pedal. Im Jahre 2002 wurde die umfangreichste aller Brandl-Orgeln durch den Orgelbaumeister Simon Kolar aus Dramlje gründlich restauriert und am 22. Dezember des Jahres durch den damaligen Bischof von Maribor Franc Kramberger neu geweiht.